# Shin Jee-won
Shin Jee-won (신지원?, 申知原?, Sin Ji-wonLR), nota anche con lo pseudonimo di Johyun (조현?, Jo-hyeonLR; Seongnam, 14 aprile 1996), è un'attrice, personaggio televisivo ed ex cantante sudcoreana. Ha esordito nel mondo dello spettacolo nel 2016 come membro del girl group Berry Good, di cui ha fatto parte fino allo scioglimento nel 2021, e parallelamente si è dedicata alla conduzione televisiva e alla recitazione, ottenendo il suo primo ruolo da protagonista nel lungometraggio dell'orrore Choemyeon.

## Biografia
Shin Jee-won è nata nel distretto di Bundang, Seongnam, il 14 aprile 1996; sua madre è stata una ballerina classica. Ha iniziato a praticare short track da giovane, e nel 2006 ha vinto il nono Torneo Nazionale di Short Track e Pattinaggio di Velocità nella categoria 500m donne frequentanti la terza e la quarta elementare, finché in prima media un infortunio le ha impedito di proseguire la carriera agonistica; dopodiché si è trasferita all'estero a studiare. È diventata un'apprendista idol nel 2013, ma per volere della madre ha continuato gli studi accademici e frequentato la Facoltà di Telecomunicazioni e Intrattenimento della Dongduk Women's University.

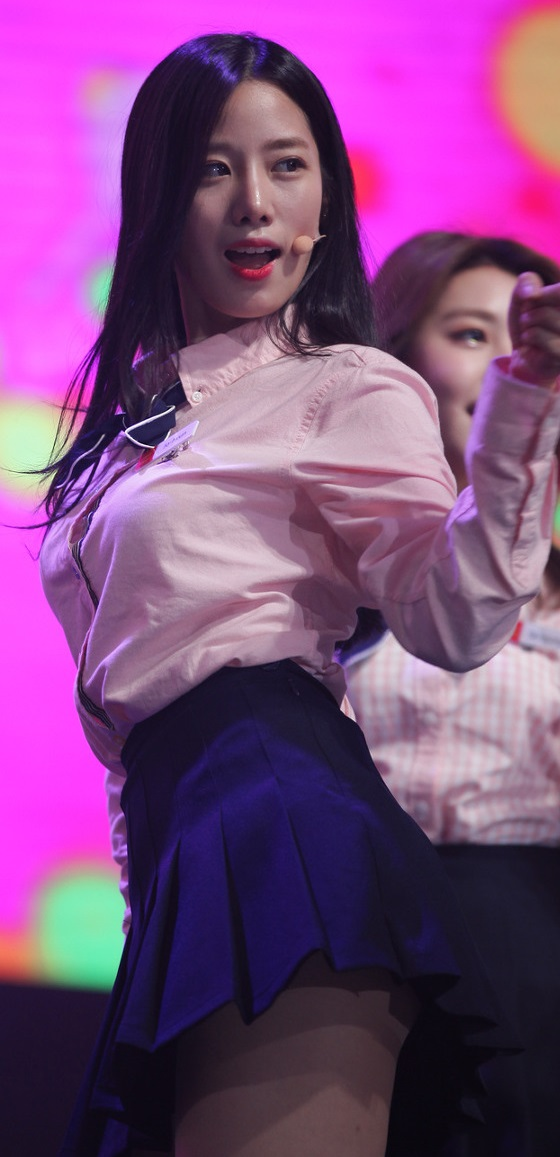
Shin mentre si esibisce con le Berry Good nel 2017.

Nel novembre 2016 è entrata nel girl group Berry Good come sesto membro. Professionalmente ha adottato lo pseudonimo Johyun in omaggio all'attrice Joey Wong, nota come Wang Jo-hyun in coreano. Nell'autunno 2017 è apparsa nel talk show Urido gukgadaepyoda per parlare della sua esperienza con lo short track in vista delle olimpiadi invernali di Pyeonchang 2018, e ha partecipato al talent show Mix Nine, arrivando ventiquattresima e venendo eliminata. Il 2018 l'ha vista alla co-conduzione del game show di MBC Begin a Game. Si è fatta un nome nel mondo degli sport elettronici grazie alla sua passione per League of Legends, e nel 2019 è apparsa in due programmi relativi: Game Dolympics 2019: Golden Card e Wangja-e game, nel quale ha gareggiato insieme alla squadra dei Jangtan Gamedan, arrivando in finale.
Nel 2020 ha presentato il varietà via cavo Yojeum geotdeul con Kim Yu-bin e Jun Hyo-seong, ha avuto un ruolo di supporto nel film noir Yongnugak: Bijeongdosi e ha fatto parte del cast principale della miniserie in due parti Hakgyo gidam - Oji anhneun a-i, mentre l'anno seguente è stata per la prima volta protagonista nel thriller dell'orrore Choemyeon, oltre a proseguire con la conduzione della seconda stagione di Yojeum geotdeul, stavolta affiancata da Heo Young-ji.
Il 12 maggio 2021, la casa discografica JTG Entertainment ha annunciato la fusione con la Starweave Entertainment e il conseguente scioglimento delle Berry Good; Shin ha proseguito le sue attività professionali sotto la Starweave. Il 2 novembre è entrata nel cast della webserie Gyeo-ul jina beotkkot, tratta dall'omonimo webtoon, nel ruolo della protagonista femminile. Il 30 gennaio 2022 ha co-presentato il programma speciale della MBC dedicato alle Olimpiadi invernali di Pechino.
L'11 gennaio 2023 ha lasciato la JTG e firmato un contratto con Ghost Studio, continuando la carriera attoriale sotto il suo nome proprio, Shin Jee-won.

## Filmografia

### Attrice

#### Cinema
- Yongnugak: Bijeongdosi (용루각: 비정도시?), regia di Choi Sang-hoon (2020)
- Choemyeon (최면?), regia di Choi Jae-hoon (2021)

#### Televisione
- Circle: I-eojin du segye (써클: 이어진 두 세계?) – serie TV, episodio 1 (2017)
- Level Up (레벨업?, Reber-eopLR) – serie TV, episodi 2, 8-9 (2019)
- Geunom-i geunom-ida (그놈이 그놈이다?) – serie TV, episodio 1 (2020)[23]
- Hakgyo gidam - Oji anhneun a-i (학교기담-오지 않는 아이?), regia di Yoo Young-sun – miniserie TV (2020)
- Gyeo-ul jina beotkkot (겨울 지나 벚꽃?) – webserie, 8 episodi (2022)
- Romance Villain (로맨스빌런?, Romaenseu billeonLR) – serie TV, 10 episodi (2023)
- Ghost Cupid: Kisslighting (Ghost Cupid: 키스라이팅?, Kiseura-itingLR) – webserie (2024)

### Personaggio televisivo
- Urido gukgadaepyoda (우리도 국가대표다?) – programma TV, 2 puntate (2017)
- Mix Nine (믹스나인?, Mikseuna-inLR) – programma TV, 14 puntate (2017-2018)
- Comedy Big League (코미디빅리그?, Komidi bik rigeuLR) – programma TV, puntata 283 (2018) – conduttrice[24]
- Begin a Game (비긴어게임?, Bigin-eoge-imLR) – programma TV, 8 puntate (2018) – conduttrice
- Jinjjasana-i 300 (진짜사나이 300?) – programma TV, 8 puntate (2018-2019)[25][26]
- Game Dolympics 2019: Golden Card (게임돌림픽 2019 : 골든카드?) – programma TV, 2 puntate (2019)
- Wangja-e game (왕좌e게임?) – programma TV, 10 puntate (2019)
- Jungle-ui beopcheok (정글의 법칙?) – programma TV, 5 puntate (2020)[27]
- Yojeum geotdeul (요즘것들?) – programma TV (2020-2021) – conduttrice